# Cereopsius quaestor
Cereopsius quaestor es una especie de escarabajo longicornio del género Cereopsius,  subfamilia Lamiinae. Fue descrita científicamente por Newman en 1842.
Se distribuye por Filipinas. Mide 13,5-25 milímetros de longitud. El período de vuelo ocurre en los meses de marzo, mayo y junio.